# 建物保護ニ関スル法律
建物保護ニ関スル法律（たてものほごにかんするほうりつ、明治42年5月1日法律第40号）は、借地人保護に関する法律である。略称は建物保護法（たてものほごほう）。
1909年（明治42年）5月21日に施行された。
1991年（平成3年）の借地借家法の制定により、同法第10条に継承され、借地法、借家法とともに廃止された。